# ジャックマジシャン
ジャックマジシャン（Jack the Magician、1980年3月23日 - ）は、日本の海賊／プロマジシャン。ステージマジックを中心にクロースアップマジックまで幅広いジャンルをこなす。

## 海賊／マジシャン
本業海賊、副業マジシャンと称する、海賊／マジシャン。脱サラして海賊になった異色の人物。

### 経歴
大学卒業後大手企業に就職し、2009年〜2013年まで上海で駐在員をしていた経歴を持つため、英語に加えて中国語を話すことができる。2016年に脱サラして海賊になった。なぜ海賊になったかと聞くと「海賊になるなんて子供達の夢だろ？」やスティーブ・ジョブズの名言"Why join the navy if you can be a pirate."（海軍に入るくらいなら、海賊になったほうがいい）を引用する事が多い。
海賊になった後は、企業イベントやパーティー等でマジックショーをする傍ら、障がいを持った子供達の施設や小児病棟等へ慰問しボランティアでマジックショーを行う。これは、ジョニー・デップ自身がジャック・スパロウに扮して小児病棟へ慰問する活動に影響されたものである。
2017年公開の映画『パイレーツオブカリビアン〜最後の海賊〜』に合わせて、中国の武漢で行われたイベントで、劇中の海賊の相棒ギブス君を演じるケビン・マクナリー（Joshamee Gibbs / Kevin McNally）とのトークイベントに出演。トークイベントでは中国語英語の通訳も務めた。
同映画のジャパンプレミアでは、ジョニー・デップへのインタビュアーとして参加し、共演のカヤ・スコデラリオ（Kaya Scodelario ）、ブレントン・スウェイツ（Brenton Thwaites）へもインタビューをしている。
2018年には中国アリババ社のCEOジャック・マー氏が開催するプライベートパーティーに出演。その他様々なパーティーやイベントに出演している。
世界コスプレサミットに出現を確認。

### 人物
荒くれ者の海賊と自称するが、大手企業で海外駐在員を務めた元エリートサラリーマンであるため、非常にまじめな紳士。ファンサービスが神対応とよく評される。「キャプテン」や「ジャック船長」と呼ばれる。「ジャックさん」、「ジャック」と呼ばれることもあるが、「ジャック」と呼び捨てされた際は「キャプテンをつけてくれよ」と反発している。見た目は荒くれ者の海賊だが、実際の海賊のように脅したり盗んだり略奪したりはしない。
趣味や特技は幅広く、英語はTOEIC≒９００、中国語はHSK５級（６級が最高位）、テニス歴も長く実業団の全国大会に出場経験があり、ゴルフはベストスコアが７８という腕前。映画愛好家で深い知識を持ち、大型スクリーンを設置したホームシアターで映画、特に『パイレーツオブカリビアン』を見るのが至高の時間だと番組で紹介されている。

### 学歴
- 関西外国語大学卒業
- 大阪教育大学教育学部附属高等学校天王寺校舎卒業

### 特技
- 英語（TOEIC≒９００）
- 中国語（HSK５級）
- テニス（実業団全国大会出場）
- ゴルフ（ベストスコア７８）
- ピアノ、ギター、映画・海外ドラマ・ミュージカル鑑賞

## テレビ出演
- ダウンタウンDX（2019年、日本テレビ）
- 王様のブランチ（2019年、TBS）
- めざましテレビ（フジテレビ）

　　　新SHOCK感（テレビ東京）映画パイレーツオブカリビアン〜最後の海賊〜ジャパンプレミアにて、ジョニーデップへのインタビュアーとして
- AI-TV（フジテレビ）
- チャンスの時間（Abema TV）

## 公演
- 中国アリババ社CEOジャック・マー氏のプライベートパーティー
- 斗鱼TVフェスティバルin中国武漢

　　　映画パイレーツオブカリビアンの相棒ギブス君とのトークショーで共演
- リッツ・カールトン主催ハロウィンパーティー
- 加賀屋旅館主催マジックショー

　他